# Превентивне управління
Превенти́вним управлі́нням деяким об'єктом (системою) називається управління, спрямоване на недопущення або запобігання виникненню несприятливого (кризового, аварійного) стану керованого об'єкта.
Термін «Превентивне управління» тісно пов'язаний з управлінням ризиками і використовується у вітчизняній літературі переважно в контексті, коли мова йде про стратегію управління, про сутність і принципи організаційно-технічних методів запобігання кризових станів об'єктів управління. У той же час, якщо мова йде про алгоритми і математичні методи оцінки ризиків настання кризового стану керованого об'єкта, а також про імовірнісні оцінки ефективності методів зниження ризиків, то використовується термін «управління ризиками».
Синонімами терміна «превентивне управління» також є[джерело?] «якісне управління», «антикризове управління», антонімами — «неякісне управління», «непрофесійне управління», що відображає сутність управління, нездатного запобігти кризовий або аварійний стан керованого об'єкта.

## Цілі превентивного управління
Основним завданням превентивного управління є виявлення та усунення причин ймовірних кризових станів керованого об'єкта.
Це завдання вирішується поетапно:
- Аналіз достовірності інформації про об'єкт управління та процеси в ньому, розробка протоколів, що гарантують цілісність інформації тобто відповідність інформації про об'єкт його реальному стану;
- Виявлення множини ймовірних станів керованого об'єкта, які є несприятливими для досягнення цільової функції управління;
- Своєчасне виявлення зовнішніх факторів, поточних станів керованого об'єкта і управлінських рішень, що сприяють розвитку кризового стану керованого об'єкта;
- Завчасне прийняття рішень, спрямоване на усунення або ослаблення причин ймовірних кризових станів керованого об'єкта.

## Переваги застосування
Превентивне управління дозволяє значно знизити витрати ресурсів на забезпечення виконання керованим об'єктом поставлених завдань, завдяки тому що витрати на виявлення та ліквідацію несприятливих факторів значно нижче, ніж на ліквідацію кризового стану керованого об'єкта, який ці фактори можуть спричинити.
Превентивне управління є інструментом запобігання катастроф.

## Сфери застосування
- Політика і макроекономіка (антикризове управління державою);
- Національна безпека;
- Мікроекономіка (превентивне управління підприємством);
- Енергетика (превентивне управління енергосистемами);
- Промисловість (превентивне управління технологічними процесами);
- Охорона здоров'я (профілактика захворювань);
- Військова справа (цивільна оборона);
- Кримінологія (Профілактика злочинності);
- Екологія (запобігання екологічних катастроф);
- Управління транспортними засобами (контраварійна підготовка).